# Eleições legislativas portuguesas de 1985 no distrito do Porto
| Eleições legislativas portuguesas de 1985 Distritos: Aveiro \| Beja \| Braga \| Bragança \| Castelo Branco \| Coimbra \| Évora \| Faro \| Guarda \| Leiria \| Lisboa \| Portalegre \| Porto \| Santarém \| Setúbal \| Viana do Castelo \| Vila Real \| Viseu \| Açores \| Madeira \| Estrangeiro |

## Resultados por Concelho
Os resultados nos concelhos do Distrito do Porto foram os seguintes:

### Amarante
| Partido                 | Partido                       | Votos  | %               | +/-   |
| ----------------------- | ----------------------------- | ------ | --------------- | ----- |
|                         | Partido Social Democrata      | 8 773  | 32,79 / 100,00  | 2,15  |
|                         | Partido Socialista            | 6 801  | 25,42 / 100,00  | 18,96 |
|                         | Partido Renovador Democrático | 4 922  | 18,40 / 100,00  | Novo  |
|                         | Centro Democrático e Social   | 2 157  | 8,06 / 100,00   | 0,49  |
|                         | Aliança Povo Unido            | 2 060  | 7,70 / 100,00   | 1,46  |
|                         | União Democrática Popular     | 420    | 1,57 / 100,00   | -     |
|                         | Outros                        | 732    | 2,74 / 100,00   |       |
| Votos Inválidos         | Votos Inválidos               | 888    | 3,31 / 100,00   | 0,55  |
| Total                   | Total                         | 26 753 | 100,00 / 100,00 |       |
| Eleitorado/Participação | Eleitorado/Participação       | 36 983 | 72,34 / 100,00  | 4,48  |

### Baião
| Partido                 | Partido                       | Votos  | %               | +/-   |
| ----------------------- | ----------------------------- | ------ | --------------- | ----- |
|                         | Partido Socialista            | 3 537  | 32,17 / 100,00  | 19,72 |
|                         | Partido Social Democrata      | 2 980  | 27,10 / 100,00  | 3,15  |
|                         | Partido Renovador Democrático | 1 627  | 14,80 / 100,00  | Novo  |
|                         | Centro Democrático e Social   | 955    | 8,68 / 100,00   | 0,90  |
|                         | Aliança Povo Unido            | 828    | 7,53 / 100,00   | 0,84  |
|                         | União Democrática Popular     | 165    | 1,51 / 100,00   | -     |
|                         | Outros                        | 281    | 2,54 / 100,00   |       |
| Votos Inválidos         | Votos Inválidos               | 623    | 5,67 / 100,00   | 1,66  |
| Total                   | Total                         | 10 996 | 100,00 / 100,00 |       |
| Eleitorado/Participação | Eleitorado/Participação       | 17 602 | 62,47 / 100,00  | 3,73  |

### Felgueiras
| Partido                 | Partido                       | Votos  | %               | +/-   |
| ----------------------- | ----------------------------- | ------ | --------------- | ----- |
|                         | Partido Social Democrata      | 6 669  | 26,04 / 100,00  | 1,88  |
|                         | Partido Socialista            | 6 618  | 25,84 / 100,00  | 21,46 |
|                         | Partido Renovador Democrático | 5 944  | 23,21 / 100,00  | Novo  |
|                         | Centro Democrático e Social   | 3 090  | 12,07 / 100,00  | 3,61  |
|                         | Aliança Povo Unido            | 1 699  | 6,63 / 100,00   | 0,12  |
|                         | Outros                        | 795    | 3,10 / 100,00   |       |
| Votos Inválidos         | Votos Inválidos               | 793    | 3,09 / 100,00   | 0,66  |
| Total                   | Total                         | 25 608 | 100,00 / 100,00 |       |
| Eleitorado/Participação | Eleitorado/Participação       | 33 257 | 77,00 / 100,00  | 2,05  |

### Gondomar
| Partido                 | Partido                       | Votos  | %               | +/-   |
| ----------------------- | ----------------------------- | ------ | --------------- | ----- |
|                         | Partido Social Democrata      | 20 340 | 25,76 / 100,00  | 1,26  |
|                         | Partido Renovador Democrático | 17 821 | 22,57 / 100,00  | Novo  |
|                         | Partido Socialista            | 17 117 | 21,68 / 100,00  | 21,24 |
|                         | Aliança Povo Unido            | 14 418 | 18,26 / 100,00  | 1,72  |
|                         | Centro Democrático e Social   | 5 353  | 6,78 / 100,00   | 1,47  |
|                         | União Democrática Popular     | 786    | 1,00 / 100,00   | -     |
|                         | Outros                        | 1 149  | 1,45 / 100,00   |       |
| Votos Inválidos         | Votos Inválidos               | 1 985  | 2,52 / 100,00   | 0,67  |
| Total                   | Total                         | 78 969 | 100,00 / 100,00 |       |
| Eleitorado/Participação | Eleitorado/Participação       | 97 787 | 80,76 / 100,00  | 3,46  |

### Lousada
| Partido                 | Partido                       | Votos  | %               | +/-   |
| ----------------------- | ----------------------------- | ------ | --------------- | ----- |
|                         | Partido Social Democrata      | 5 637  | 29,45 / 100,00  | 1,73  |
|                         | Partido Socialista            | 5 072  | 26,50 / 100,00  | 20,50 |
|                         | Partido Renovador Democrático | 3 925  | 20,51 / 100,00  | Novo  |
|                         | Centro Democrático e Social   | 1 750  | 9,14 / 100,00   | 1,74  |
|                         | Aliança Povo Unido            | 1 527  | 7,98 / 100,00   | 0,47  |
|                         | Outros                        | 672    | 3,53 / 100,00   |       |
| Votos Inválidos         | Votos Inválidos               | 557    | 2,91 / 100,00   | 0,74  |
| Total                   | Total                         | 19 140 | 100,00 / 100,00 |       |
| Eleitorado/Participação | Eleitorado/Participação       | 25 782 | 74,24 / 100,00  | 6,59  |

### Maia
| Partido                 | Partido                       | Votos  | %               | +/-   |
| ----------------------- | ----------------------------- | ------ | --------------- | ----- |
|                         | Partido Social Democrata      | 12 808 | 26,32 / 100,00  | 3,82  |
|                         | Partido Renovador Democrático | 11 914 | 24,49 / 100,00  | Novo  |
|                         | Partido Socialista            | 11 253 | 23,13 / 100,00  | 23,00 |
|                         | Aliança Povo Unido            | 5 622  | 11,55 / 100,00  | 2,74  |
|                         | Centro Democrático e Social   | 4 591  | 9,44 / 100,00   | 2,89  |
|                         | União Democrática Popular     | 568    | 1,17 / 100,00   | -     |
|                         | Outros                        | 756    | 1,56 / 100,00   |       |
| Votos Inválidos         | Votos Inválidos               | 1 143  | 2,35 / 100,00   | 0,30  |
| Total                   | Total                         | 48 655 | 100,00 / 100,00 |       |
| Eleitorado/Participação | Eleitorado/Participação       | 60 898 | 79,90 / 100,00  | 2,06  |

### Marco de Canaveses
| Partido                 | Partido                       | Votos  | %               | +/-   |
| ----------------------- | ----------------------------- | ------ | --------------- | ----- |
|                         | Partido Social Democrata      | 7 746  | 34,31 / 100,00  | 0,73  |
|                         | Partido Socialista            | 5 308  | 23,51 / 100,00  | 17,56 |
|                         | Centro Democrático e Social   | 3 478  | 15,41 / 100,00  | 3,66  |
|                         | Partido Renovador Democrático | 3 007  | 13,32 / 100,00  | Novo  |
|                         | Aliança Povo Unido            | 1 465  | 6,49 / 100,00   | 1,00  |
|                         | União Democrática Popular     | 267    | 1,18 / 100,00   | -     |
|                         | Partido da Democracia Cristã  | 231    | 1,02 / 100,00   | 0,25  |
|                         | Outros                        | 380    | 1,68 / 100,00   |       |
| Votos Inválidos         | Votos Inválidos               | 695    | 3,08 / 100,00   | 0,91  |
| Total                   | Total                         | 22 577 | 100,00 / 100,00 |       |
| Eleitorado/Participação | Eleitorado/Participação       | 31 225 | 72,30 / 100,00  | 5,10  |

### Matosinhos
| Partido                 | Partido                       | Votos   | %               | +/-   |
| ----------------------- | ----------------------------- | ------- | --------------- | ----- |
|                         | Partido Socialista            | 23 204  | 27,38 / 100,00  | 22,14 |
|                         | Partido Social Democrata      | 21 088  | 24,88 / 100,00  | 3,12  |
|                         | Partido Renovador Democrático | 19 573  | 23,10 / 100,00  | Novo  |
|                         | Aliança Povo Unido            | 11 086  | 13,08 / 100,00  | 2,24  |
|                         | Centro Democrático e Social   | 5 968   | 7,04 / 100,00   | 2,29  |
|                         | União Democrática Popular     | 994     | 1,17 / 100,00   | -     |
|                         | Outros                        | 1 002   | 1,19 / 100,00   |       |
| Votos Inválidos         | Votos Inválidos               | 1 834   | 2,16 / 100,00   | 0,42  |
| Total                   | Total                         | 84 749  | 100,00 / 100,00 |       |
| Eleitorado/Participação | Eleitorado/Participação       | 103 818 | 81,63 / 100,00  | 1,80  |

### Paços de Ferreira
| Partido                 | Partido                       | Votos  | %               | +/-   |
| ----------------------- | ----------------------------- | ------ | --------------- | ----- |
|                         | Partido Social Democrata      | 8 339  | 37,47 / 100,00  | 2,84  |
|                         | Partido Socialista            | 5 585  | 25,09 / 100,00  | 11,39 |
|                         | Partido Renovador Democrático | 2 874  | 12,91 / 100,00  | Novo  |
|                         | Centro Democrático e Social   | 2 761  | 12,40 / 100,00  | 4,12  |
|                         | Aliança Povo Unido            | 1 715  | 7,71 / 100,00   | 0,30  |
|                         | Outros                        | 622    | 2,79 / 100,00   |       |
| Votos Inválidos         | Votos Inválidos               | 362    | 1,63 / 100,00   | 0,18  |
| Total                   | Total                         | 22 258 | 100,00 / 100,00 |       |
| Eleitorado/Participação | Eleitorado/Participação       | 28 124 | 79,14 / 100,00  | 1,65  |

### Paredes
| Partido                 | Partido                       | Votos  | %               | +/-   |
| ----------------------- | ----------------------------- | ------ | --------------- | ----- |
|                         | Partido Social Democrata      | 11 794 | 32,91 / 100,00  | 3,73  |
|                         | Partido Socialista            | 7 110  | 19,84 / 100,00  | 16,25 |
|                         | Centro Democrático e Social   | 6 228  | 17,38 / 100,00  | 4,42  |
|                         | Partido Renovador Democrático | 5 881  | 16,41 / 100,00  | Novo  |
|                         | Aliança Povo Unido            | 2 766  | 7,72 / 100,00   | 0,01  |
|                         | União Democrática Popular     | 358    | 1,00 / 100,00   | -     |
|                         | Outros                        | 735    | 2,05 / 100,00   |       |
| Votos Inválidos         | Votos Inválidos               | 964    | 2,69 / 100,00   | 0,51  |
| Total                   | Total                         | 35 836 | 100,00 / 100,00 |       |
| Eleitorado/Participação | Eleitorado/Participação       | 44 626 | 80,30 / 100,00  | 2,06  |

### Penafiel
| Partido                 | Partido                       | Votos  | %               | +/-   |
| ----------------------- | ----------------------------- | ------ | --------------- | ----- |
|                         | Partido Social Democrata      | 10 085 | 29,60 / 100,00  | 0,62  |
|                         | Partido Socialista            | 7 575  | 22,23 / 100,00  | 19,01 |
|                         | Partido Renovador Democrático | 7 036  | 20,65 / 100,00  | Novo  |
|                         | Centro Democrático e Social   | 3 839  | 11,27 / 100,00  | 1,85  |
|                         | Aliança Povo Unido            | 3 218  | 9,44 / 100,00   | 0,14  |
|                         | União Democrática Popular     | 418    | 1,23 / 100,00   | -     |
|                         | Outros                        | 870    | 2,57 / 100,00   |       |
| Votos Inválidos         | Votos Inválidos               | 1 035  | 3,03 / 100,00   | 0,75  |
| Total                   | Total                         | 34 076 | 100,00 / 100,00 |       |
| Eleitorado/Participação | Eleitorado/Participação       | 43 124 | 79,02 / 100,00  | 3,68  |

### Porto
| Partido                 | Partido                       | Votos   | %               | +/-   |
| ----------------------- | ----------------------------- | ------- | --------------- | ----- |
|                         | Partido Social Democrata      | 67 441  | 31,54 / 100,00  | 4,56  |
|                         | Partido Socialista            | 43 172  | 20,19 / 100,00  | 17,28 |
|                         | Partido Renovador Democrático | 42 054  | 19,67 / 100,00  | Novo  |
|                         | Aliança Povo Unido            | 31 223  | 14,60 / 100,00  | 2,53  |
|                         | Centro Democrático e Social   | 21 517  | 10,06 / 100,00  | 4,23  |
|                         | União Democrática Popular     | 2 381   | 1,11 / 100,00   | -     |
|                         | Outros                        | 2 040   | 0,95 / 100,00   |       |
| Votos Inválidos         | Votos Inválidos               | 3 972   | 1,85 / 100,00   | 0,36  |
| Total                   | Total                         | 213 800 | 100,00 / 100,00 |       |
| Eleitorado/Participação | Eleitorado/Participação       | 275 490 | 77,61 / 100,00  | 5,19  |

### Póvoa de Varzim
| Partido                 | Partido                       | Votos  | %               | +/-   |
| ----------------------- | ----------------------------- | ------ | --------------- | ----- |
|                         | Partido Social Democrata      | 11 350 | 38,19 / 100,00  | 6,79  |
|                         | Partido Socialista            | 5 624  | 18,92 / 100,00  | 14,11 |
|                         | Centro Democrático e Social   | 5 160  | 17,36 / 100,00  | 4,83  |
|                         | Partido Renovador Democrático | 3 904  | 13,14 / 100,00  | Novo  |
|                         | Aliança Povo Unido            | 2 419  | 8,14 / 100,00   | 1,14  |
|                         | Outros                        | 610    | 2,05 / 100,00   |       |
| Votos Inválidos         | Votos Inválidos               | 654    | 2,20 / 100,00   | 0,13  |
| Total                   | Total                         | 29 721 | 100,00 / 100,00 |       |
| Eleitorado/Participação | Eleitorado/Participação       | 38 703 | 76,79 / 100,00  | 3,47  |

### Santo Tirso
| Partido                 | Partido                       | Votos  | %               | +/-   |
| ----------------------- | ----------------------------- | ------ | --------------- | ----- |
|                         | Partido Social Democrata      | 14 829 | 26,31 / 100,00  | 3,36  |
|                         | Partido Socialista            | 14 531 | 25,79 / 100,00  | 22,82 |
|                         | Partido Renovador Democrático | 12 954 | 22,99 / 100,00  | Novo  |
|                         | Centro Democrático e Social   | 6 095  | 10,82 / 100,00  | 2,62  |
|                         | Aliança Povo Unido            | 4 850  | 8,61 / 100,00   | 1,41  |
|                         | Outros                        | 1 643  | 2,91 / 100,00   |       |
| Votos Inválidos         | Votos Inválidos               | 1 452  | 2,57 / 100,00   | 0,58  |
| Total                   | Total                         | 56 354 | 100,00 / 100,00 |       |
| Eleitorado/Participação | Eleitorado/Participação       | 70 757 | 79,64 / 100,00  | 1,18  |

### Valongo
| Partido                 | Partido                       | Votos  | %               | +/-   |
| ----------------------- | ----------------------------- | ------ | --------------- | ----- |
|                         | Partido Social Democrata      | 10 064 | 26,66 / 100,00  | 3,15  |
|                         | Partido Socialista            | 9 369  | 24,82 / 100,00  | 22,37 |
|                         | Partido Renovador Democrático | 8 311  | 22,02 / 100,00  | Novo  |
|                         | Aliança Povo Unido            | 5 066  | 13,42 / 100,00  | 1,33  |
|                         | Centro Democrático e Social   | 3 120  | 8,26 / 100,00   | 1,80  |
|                         | União Democrática Popular     | 408    | 1,08 / 100,00   | -     |
|                         | Outros                        | 571    | 1,51 / 100,00   |       |
| Votos Inválidos         | Votos Inválidos               | 841    | 2,23 / 100,00   | 0,37  |
| Total                   | Total                         | 37 750 | 100,00 / 100,00 |       |
| Eleitorado/Participação | Eleitorado/Participação       | 47 279 | 79,85 / 100,00  | 3,41  |

### Vila do Conde
| Partido                 | Partido                       | Votos  | %               | +/-   |
| ----------------------- | ----------------------------- | ------ | --------------- | ----- |
|                         | Partido Social Democrata      | 11 243 | 30,75 / 100,00  | 5,19  |
|                         | Partido Socialista            | 10 065 | 27,52 / 100,00  | 19,03 |
|                         | Partido Renovador Democrático | 6 570  | 17,97 / 100,00  | Novo  |
|                         | Aliança Povo Unido            | 3 584  | 9,80 / 100,00   | 0,79  |
|                         | Centro Democrático e Social   | 3 293  | 9,01 / 100,00   | 4,04  |
|                         | Outros                        | 943    | 2,58 / 100,00   |       |
| Votos Inválidos         | Votos Inválidos               | 869    | 2,38 / 100,00   | 0,48  |
| Total                   | Total                         | 36 567 | 100,00 / 100,00 |       |
| Eleitorado/Participação | Eleitorado/Participação       | 45 881 | 79,70 / 100,00  | 2,88  |

### Vila Nova de Gaia
| Partido                 | Partido                       | Votos   | %               | +/-   |
| ----------------------- | ----------------------------- | ------- | --------------- | ----- |
|                         | Partido Social Democrata      | 38 725  | 27,89 / 100,00  | 2,66  |
|                         | Partido Socialista            | 35 169  | 25,33 / 100,00  | 20,60 |
|                         | Partido Renovador Democrático | 30 252  | 21,79 / 100,00  | Novo  |
|                         | Aliança Povo Unido            | 17 625  | 12,69 / 100,00  | 1,86  |
|                         | Centro Democrático e Social   | 10 441  | 7,52 / 100,00   | 2,25  |
|                         | União Democrática Popular     | 1 439   | 1,04 / 100,00   | -     |
|                         | Outros                        | 1 833   | 1,32 / 100,00   |       |
| Votos Inválidos         | Votos Inválidos               | 3 364   | 2,43 / 100,00   | 0,50  |
| Total                   | Total                         | 138 848 | 100,00 / 100,00 |       |
| Eleitorado/Participação | Eleitorado/Participação       | 170 726 | 81,33 / 100,00  | 1,99  |